# Saison 2020-2021 des Penguins de Pittsburgh
Autres saisons
Saison précédente Saison suivante
La saison 2020-2021 des Penguins de Pittsburgh est la 54e saison de hockey sur glace jouée par la franchise dans la Ligue nationale de hockey. Cette saison est particulière, à cause de la pandémie de la Covid-19, débute en janvier et se dispute sur un calendrier condensé de 56 matchs.

## Avant-saison

### Contexte
Tant que Sidney Crosby, Kris Letang et Ievgueni Malkine seront présent et en santé, les Penguins vont continuer de construire leur contingent autour d’eux et essayer d’obtenir une nouvelle Coupe Stanley. Sur le marché des transferts, ils remplacent Nicholas Bjugstad et Patric Hörnqvist par Kasperi Kapanen, Michael Matheson et Colton Sceviour. Ne pouvant prolonger leurs deux gardiens, ils choisissent de confier le rôle de gardien principal à Tristan Jarry et échange Matthew Murray.

### Mouvements d’effectifs

#### Transactions
| Date              | Acquisition des Penguins                                          | Partenaire d'échange   | Acquisition du partenaire                                                                                                   |
| ----------------- | ----------------------------------------------------------------- | ---------------------- | --- |
| 25 août 2020      | Kasperi Kapanen, Pontus Åberg et Jesper Lindgren                  | Maple Leafs de Toronto | Evan Rodrigues, David Warsofsky, Filip Hållander et un choix de premier tour au Repêchage de 2020                           |
| 11 septembre 2020 | un choix conditionnel de septième tour au Repêchage de 2021       | Wild du Minnesota      | Nicholas Bjugstad |
| 24 septembre 2020 | Michael Matheson et Colton Sceviour                               | Panthers de la Floride | Patric Hörnqvist |
| 7 octobre 2020    | Jonathan Gruden et un choix de deuxième tour au Repêchage de 2020 | Sénateurs d'Ottawa     | Matthew Murray |
| 12 avril 2021     | Jeffrey Carter                                                    | Kings de Los Angeles   | un choix conditionnel de deuxième tour au Repêchage de 2022 et un choix conditionnel de troisième tour au Repêchage de 2023 |
| 17 juillet 2021   | Filip Hållander et un choix de septième tour au Repêchage de 2023 | Maple Leafs de Toronto | Jared McCann |

#### Signatures d'agent libre
| Joueur             | Date            | Ancienne franchise     | Durée du contrat |
| ------------------ | --------------- | ---------------------- | ---------------- |
| Evan Rodrigues     | 9 octobre 2020  | Maple Leafs de Toronto | 1 an             |
| Mark Jankowski     | 9 octobre 2020  | Flames de Calgary      | 1 an             |
| Josh Currie        | 9 octobre 2020  | Oilers d'Edmonton      | 1 an             |
| Frédérick Gaudreau | 10 octobre 2020 | Predators de Nashville | 1 an             |
| Maxime Lagacé      | 10 octobre 2020 | Bruins de Boston       | 1 an             |
| Cody Ceci          | 17 octobre 2020 | Maple Leafs de Toronto | 1 an             |
| Yannick Weber      | 27 janvier 2021 | Predators de Nashville | 1 an             |
| Valtteri Puustinen | 6 mai 2021      | HPK                    | 2 ans            |

#### Départs d'agent libre
| Joueur          | Date             | Franchise suivante              |
| --------------- | ---------------- | ------------------------------- |
| Justin Schultz  | 9 octobre 2020   | Capitals de Washington          |
| Riley Barber    | 9 octobre 2020   | Red Wings de Détroit            |
| Patrick Marleau | 13 octobre 2020  | Sharks de San José              |
| Dominik Simon   | 22 octobre 2020  | Flames de Calgary               |
| Conor Sheary    | 22 décembre 2020 | Capitals de Washington          |
| Graham Knott    | 19 janvier 2021  | Stingrays de la Caroline du Sud |
| Kevin Roy       | 19 janvier 2021  | Roadrunners de Tucson           |
| Yannick Weber   | 8 juin 2021      | ZCS Lions                       |

#### Prolongations de contrat
| Joueur          | Date            | Durée du contrat |
| --------------- | --------------- | ---------------- |
| Tristan Jarry   | 3 octobre 2020  | 3 ans            |
| Sam Lafferty    | 9 octobre 2020  | 2 ans            |
| Anthony Angello | 10 octobre 2020 | 2 ans            |
| Sam Miletic     | 17 octobre 2020 | 1 an             |
| John Marino     | 3 janvier 2021  | 6 ans            |
| Teodors Bļugers | 14 juillet 2021 | 2 ans            |

#### Résiliations de contrat
| Joueur       | Date           |
| ------------ | -------------- |
| Jack Johnson | 6 octobre 2020 |

#### Réclamé au ballotage
| Joueur        | Date            | Ancienne franchise     |
| ------------- | --------------- | ---------------------- |
| Mark Friedman | 24 février 2021 | Flyers de Philadelphie |

#### Retrait de la compétition
| Joueur       | Date         |
| ------------ | ------------ |
| Zach Trotman | 19 juin 2021 |

### Joueurs repêchés
Les Penguins ne possèdent pas de choix de premier tour lors du repêchage de 2020 se déroulant virtuellement. La liste des joueurs repêchés en 2020 par les est la suivante :
| Tour | Choix | Nom              | Poste          | Nationalité | Équipe précédente                    |
| ---- | ----- | ---------------- | -------------- | ----------- | ------------------------------------ |
| 2    | 52    | Joel Blomqvist   | Gardien de but | Finlande    | Kärpät Oulu (SM-liiga)               |
| 3    | 77    | Calle Clang      | Gardien de but | Suède       | Kristianstads IK Jr. (J20 SuperElit) |
| 4    | 108   | Lukas Svejkovsky | Ailier droit   | États-Unis  | Tigers de Medicine Hat (LHOu)        |
| 5    | 149   | Raivis Ansons    | Ailier droit   | Lettonie    | Drakkar de Baie-Comeau (LHJMQ)       |
| 6    | 170   | Chase Yoder      | Centre         | États-Unis  | USNTDP U18 (USHL)                    |

Les Penguins ont également cédé quatre de leurs choix d'origine :
- le 15e, un choix de premier tour aux Maple Leafs de Toronto le 25 août 2020 en compagnie de Filip Hallander, de Evan Rodrigues et de David Warsofsky, en retour de Pontus Åberg, de Jesper Lindgren et de Kasperi Kapanen[34].
- le 46e, un choix de deuxième tour aux Golden Knights de Vegas le 21 juin 2017 lorsqu’ils se sont engagés à repêché Marc-André Fleury lors du Repêchage d'expansion de la LNH en 2017[35].
- le 139e, un choix de cinquième tour acquis par l'Avalanche du Colorado lors d'un échange le 7 octobre 2020 en retour d'un choix de cinquième tour en 2020 et d'un choix de septième tour en 2020 (149e et 211e au total)[33].
- le 201e, un choix de septième tour acquis par les Sharks de San Josélors d'un échange le 22 juin 2019 en retour d'un choix de septième tour en 2019[36].

## Composition de l'équipe
L'équipe 2020-2021 des Penguins est entraînée au départ par Michael Sullivan, assisté de Mike Buckley, Todd Reirden et Mike Vellucci ; le directeur général de la franchise est James Rutherford jusqu’au 27 janvier 2021, puis Ronald Hextall à partir du 9 février 2021. Patrik Allvin assurant l’intérim entre ses deux dates.
Les joueurs utilisés depuis le début de la saison sont inscrits dans le tableau ci-dessous. Les buts des séances de tir de fusillade ne sont pas comptés dans ces statistiques. Certains des joueurs ont également joué des matchs avec l'équipe associée aux Penguins : les Penguins de Wilkes-Barre/Scranton, franchise de la Ligue américaine de hockey.
En raison de la pandémie, la ligue met en place un encadrement élargis appelé Taxi-squad. Il s'agit de joueurs se tenant à disposition avec l'équipe prêt à remplacer un joueur qui serait tester positif à la COVID-19. Neuf parmi eux n'ont disputé aucune rencontre avec les Penguins, il s'agit de Justin Almeida, d’Anthony Angello, de Jordy Bellerive, d’Alex D’Orio, de Jonathna Gruden, d’Emil Larmi, de Josh Maniscalco, de Sam Miletic et de William Reilly.
| No | Nationalité | Joueur        | PJ | V  | D | DP | Min   | BC  | BL | Moy  | %Arr  | A | Pun | Commentaire |
| -- | ----------- | ------------- | -- | -- | - | -- | ----- | --- | -- | ---- | ----- | - | --- | ----------- |
| 1  | États-Unis  | Casey DeSmith | 20 | 11 | 7 | 0  | 1 132 | 48  | 2  | 2,54 | 91,2  | 1 | 0   |             |
| 31 | Canada      | Maxime Lagacé | 1  | 1  | 0 | 0  | 60    | 0   | 1  | 0,00 | 100,0 | 0 | 0   |             |
| 35 | Canada      | Tristan Jarry | 39 | 25 | 9 | 3  | 2 185 | 100 | 2  | 2,75 | 90,9  | 4 | 8   |             |

| No | Nationalité | Joueur                | PJ | B | A  | Pts | Pun | Commentaire                                          |
| -- | ----------- | --------------------- | -- | - | -- | --- | --- | ---------------------------------------------------- |
| 2  | États-Unis  | Chad Ruhwedel         | 17 | 0 | 2  | 2   | 14  |                                                      |
| 3  | Suisse      | Yannick Weber         | 2  | 0 | 0  | 0   | 0   |                                                      |
| 4  | Canada      | Cody Ceci             | 53 | 4 | 13 | 17  | 10  |                                                      |
| 5  | Canada      | Mike Matheson         | 44 | 5 | 11 | 16  | 28  |                                                      |
| 6  | États-Unis  | John Marino           | 52 | 3 | 10 | 13  | 8   |                                                      |
| 8  | États-Unis  | Brian Dumoulin        | 41 | 4 | 10 | 14  | 12  | assistant capitaine                                  |
| 27 | Canada      | Kevin Czuczman        | 2  | 0 | 0  | 0   | 0   |                                                      |
| 28 | Suède       | Marcus Pettersson     | 47 | 2 | 7  | 9   | 22  |                                                      |
| 50 | Finlande    | Juuso Riikola         | 2  | 0 | 0  | 0   | 0   |                                                      |
| 52 | Canada      | Mark Friedman         | 5  | 2 | 1  | 3   | 5   | A commencé la saison avec les Flyers de Philadelphie |
| 58 | Canada      | Kristopher Letang     | 55 | 7 | 38 | 45  | 32  | assistant capitaine                                  |
| 73 | Canada      | Pierre-Olivier Joseph | 16 | 1 | 4  | 5   | 6   |                                                      |

| No | Nationalité        | Joueur              | Poste | PJ | B  | A  | Pts | Pun | Commentaire                                        |
| -- | ------------------ | ------------------- | ----- | -- | -- | -- | --- | --- | -------------------------------------------------- |
| 7  | Canada             | Colton Sceviour     | C     | 46 | 5  | 5  | 10  | 2   |                                                    |
| 9  | Canada             | Evan Rodrigues      | C     | 35 | 7  | 7  | 14  | 6   |                                                    |
| 10 | États-Unis         | Drew O'Connor       | AG    | 10 | 0  | 1  | 1   | 2   |                                                    |
| 11 | Canada             | Frédérick Gaudreau  | C     | 19 | 2  | 8  | 10  | 2   |                                                    |
| 12 | États-Unis         | Zachary Aston-Reese | C     | 45 | 9  | 6  | 15  | 15  |                                                    |
| 13 | Canada             | Brandon Tanev       | AG    | 32 | 7  | 9  | 16  | 22  |                                                    |
| 14 | Canada             | Mark Jankowski      | C     | 45 | 4  | 7  | 11  | 6   |                                                    |
| 16 | États-Unis         | Jason Zucker        | AG    | 38 | 9  | 9  | 18  | 21  |                                                    |
| 17 | États-Unis         | Bryan Rust          | AD    | 56 | 22 | 20 | 42  | 18  |                                                    |
| 18 | États-Unis         | Sam Lafferty        | AD    | 34 | 0  | 6  | 6   | 25  |                                                    |
| 19 | Canada             | Jared McCann        | C     | 43 | 14 | 18 | 32  | 8   |                                                    |
| 41 | Canada             | Josh Currie         | AD    | 1  | 0  | 0  | 0   | 0   |                                                    |
| 42 | Finlande           | Kasperi Kapanen     | AD    | 40 | 11 | 19 | 30  | 7   |                                                    |
| 53 | Lettonie           | Teodors Bļugers     | C     | 43 | 7  | 15 | 22  | 16  |                                                    |
| 57 | États-Unis         | Anthony Angello     | C     | 19 | 2  | 2  | 4   | 8   |                                                    |
| 59 | États-Unis         | Jake Guentzel       | AG    | 56 | 23 | 34 | 57  | 28  |                                                    |
| 67 | République tchèque | Radim Zohorna       | AG    | 8  | 2  | 2  | 4   | 4   |                                                    |
| 71 | Russie             | Ievgueni Malkine    | C     | 33 | 8  | 20 | 28  | 24  | assistant capitaine                                |
| 77 | Canada             | Jeffrey Carter      | C     | 14 | 9  | 2  | 11  | 0   | A commencé la saison avec les Kings de Los Angeles |
| 87 | Canada             | Sidney Crosby       | C     | 55 | 24 | 38 | 62  | 26  | capitaine de l'équipe                              |

## Saison régulière

### Match après match
Cette section présente les résultats de la saison régulière qui s'est déroulée du 13 janvier au 12 mai. Le calendrier de cette dernière est annoncé par la ligue le 23 décembre 2020.
Nota : les résultats sont indiqués dans la boîte déroulante ci-dessous afin de ne pas surcharger l'affichage de la page. La colonne « Fiche » indique à chaque match le parcours de l'équipe au niveau des victoires, défaites et défaites en prolongation ou lors de la séance de tir de fusillade (dans l'ordre). La colonne « Pts » indique les points récoltés par l'équipe au cours de la saison. Une victoire rapporte deux points et une défaite en prolongation, un seul.
| No | Date       | Adversaire | Lieu         | Score    | Buteur(s) des Hurricanes | Fiche   | Pts | Gardien de but | Patinoire                         | Résumé     |
| -- | ---------- | ---------- | ------------ | -------- | --- | ------- | --- | -------------- | --------------------------------- | ---------- |
| 1  | 13 janvier | Flyers     | Philadelphie | 3-6      | Jankwoski (Tanev - McCann) Crosby Tanev (Jankwoski) | 0-1-0   | 0   | Jarry          | Wells Fargo Center                | [ fdm 1 ]  |
| 2  | 15 janvier | Flyers     | Philadelphie | 2-5      | Crosby (Guentzel - Rust) Tanev (McCann -Jankowski) | 0-2-0   | 0   | Jarry          | Wells Fargo Center                | [ fdm 2 ]  |
| 3  | 17 janvier | Capitals   | Pittsburgh   | 3-4 (TF) | Rodrigues (Dumoulin - Guentzel) · Sceviour (Blueger) · Pettersson (Zucker - Rust) · TF : Letang - Crosby - Malkin - Guentzel                                                                  | 1-2-0   | 2   | DeSmith        | PPG Paints Arena                  | [ fdm 3 ]  |
| 4  | 19 janvier | Capitals   | Pittsburgh   | 4-5 (P)  | Sceviour (Blueger - Kapanen) Guentzel (Rust - Crosby) Blueger (DeSmith) Malkin (Letang - Crosby) Crosby (Letang - Guentzel)                                                                   | 2-2-0   | 4   | DeSmith        | PPG Paints Arena                  | [ fdm 4 ]  |
| 5  | 22 janvier | Rangers    | Pittsburgh   | 3-4 (TF) | Rust (Ceci - Malkin) · McCann · Blueger (Joseph - Kapanen) · TF : Guentzel - Crosby - Letang                                                                                                  | 3-2-0   | 6   | Jarry          | PPG Paints Arena                  | [ fdm 5 ]  |
| 6  | 24 janvier | Rangers    | Pittsburgh   | 2-3      | Rust (Crosby) McCann Guentzel (Letang - Crosby) | 4-2-0   | 8   | Jarry          | PPG Paints Arena                  | [ fdm 6 ]  |
| 7  | 26 janvier | Bruins     | Boston       | 2-3 (P)  | Zucker (McCann - O'Connor) Kapanen (Malkin - Zucker) | 4-2-1   | 9   | Jarry          | TD Garden                         | [ fdm 7 ]  |
| 8  | 28 janvier | Bruins     | Boston       | 1-4      | Ceci (Rust - Blueger) | 4-3-1   | 9   | Jarry          | TD Garden                         | [ fdm 8 ]  |
| 9  | 30 janvier | Rangers    | New York     | 5-4 (P)  | Zucker (Joseph - Kapanen) Tanev (Joseph - Blueger) Kapanen (Malkin) Guentzel (Ceci - Marino) Crosby (Joseph - Rust)                                                                           | 5-3-1   | 11  | DeSmith        | Madison Square Garden             | [ fdm 9 ]  |
| 10 | 01 février | Rangers    | New York     | 1-3      | Zucker (Ruhwedel - Malkin) | 5-4-1   | 11  | DeSmith        | Madison Square Garden             | [ fdm 10 ] |
| 11 | 06 février | Islanders  | Uniondale    | 3-4      | Joseph (Guentzel - Letang) Malkin (Kapanen) Guentzel (Crosby - Rust) | 5-5-1   | 11  | Jarry          | Nassau Veterans Memorial Coliseum | [ fdm 11 ] |
| 12 | 11 février | Islanders  | Uniondale    | 4-3 (TF) | Rust (Guentzel - Crosby) · Aston-Reese (Blueger - Tanev) · Malkin (Letang - Rust) · TF : Guentzel - Crosby                                                                                    | 6-5-1   | 13  | DeSmith        | Nassau Veterans Memorial Coliseum | [ fdm 12 ] |
| 13 | 14 février | Capitals   | Pittsburgh   | 3-6      | Rust (Matheson - Crosby) Tanev (Ceci - Ruhwedel) Rust (Letang - Guentzel) Guentzel (Rust - Ceci) Aston-Reese (Letang - Jarry) Crosby (Guentzel)                                               | 7-5-1   | 15  | Jarry          | PPG Paints Arena                  | [ fdm 13 ] |
| 14 | 16 février | Capitals   | Pittsburgh   | 3-1      | Aston-Reese (Blueger - Marino) | 7-6-1   | 15  | Jarry          | PPG Paints Arena                  | [ fdm 14 ] |
| 15 | 18 février | Islanders  | Pittsburgh   | 1-4      | Crosby (Kapanen) Blueger (Matheson - Aston-Reese) Zucker (Rust - Malkin) Rust (Zucker - Malkin)                                                                                               | 8-6-1   | 17  | Jarry          | PPG Paints Arena                  | [ fdm 15 ] |
| 16 | 20 février | Islanders  | Pittsburgh   | 2-3      | Letang (Malkin - Crosby) Matheson (Blueger - Lafferty) Letang (Crosby - Guentzel) | 9-6-1   | 19  | Jarry          | PPG Paints Arena                  | [ fdm 16 ] |
| 17 | 23 février | Capitals   | Washington   | 3-2 (P)  | Malkin (Letang - Guentzel) Guentzel (Marino - Kapanen) Kapanen (Blueger - Jarry) | 10-6-1  | 21  | Jarry          | Capital One Arena                 | [ fdm 17 ] |
| 18 | 25 février | Capitals   | Washington   | 2-5      | Tanev Guentzel (Crosby - Letang) | 10-7-1  | 21  | Jarry          | Capital One Arena                 | [ fdm 18 ] |
| 19 | 27 février | Islanders  | Uniondale    | 4-3 (P)  | Crosby (Letang) Letang (Kapanen - Guentzel) McCann (Malkin) Letang (Crosby) | 11-7-1  | 23  | Jarry          | Nassau Veterans Memorial Coliseum | [ fdm 19 ] |
| 20 | 28 février | Islanders  | Uniondale    | 0-2      | | 11-8-1  | 23  | DeSmith        | Nassau Veterans Memorial Coliseum | [ fdm 20 ] |
| 21 | 02 mars    | Flyers     | Pittsburgh   | 2-5      | Kapanen Kapanen (Guentzel - Rust) Rust (Letang - Malkin) Ceci (McCann - Friedman) Matheson | 12-8-1  | 25  | Jarry          | PPG Paints Arena                  | [ fdm 21 ] |
| 22 | 04 mars    | Flyers     | Pittsburgh   | 4-3      | Letang (Malkin - Crosby) Friedman (Crosby - Guentzel) McCann (Kapanen - Malkin) | 12-9-1  | 25  | Jarry          | PPG Paints Arena                  | [ fdm 22 ] |
| 23 | 06 mars    | Flyers     | Pittsburgh   | 3-4      | Malkin (Crosby - Guentzel) Rust (Guentzel - Crosby) Aston-Reese (Tanev) McCann (Tanev - Malkin)                                                                                               | 13-9-1  | 27  | Jarry          | PPG Paints Arena                  | [ fdm 23 ] |
| 24 | 07 mars    | Rangers    | Pittsburgh   | 1-5      | Marino (Kapanen - Rodrigues) Kapanen (McCann - Malkin) Crosby (Dumoulin - Letang) Malkin (Kapanen - Pettersson) Aston-Reese (Blueger - Tanev)                                                 | 14-9-1  | 29  | DeSmith        | PPG Paints Arena                  | [ fdm 24 ] |
| 25 | 09 mars    | Rangers    | Pittsburgh   | 2-4      | Guentzel (Crosby) Blueger (Tanev - Dumoulin) Kapanen (Malkin - Rodrigues) Crosby | 15-9-1  | 31  | Jarry          | PPG Paints Arena                  | [ fdm 25 ] |
| 26 | 11 mars    | Sabres     | Buffalo      | 5-2      | Malkin (Kapanen) Tanev (Blueger) Guentzel (Crosby - Malkin) Angello (Sceviour) Rust (Jarry)                                                                                                   | 16-9-1  | 33  | Jarry          | KeyBank Center                    | [ fdm 26 ] |
| 27 | 13 mars    | Sabres     | Buffalo      | 3-0      | Guentzel (Malkin - Letang) Crosby (Letang) Jankowski (Blueger - Tanev) | 17-9-1  | 35  | DeSmith        | KeyBank Center                    | [ fdm 27 ] |
| 28 | 15 mars    | Bruins     | Pittsburgh   | 1-4      | Rodrigues (Kapanen - Malkin) Crosby (Guentzel - Dumoulin) Malkin (Crosby - Letang) Guentzel (Rust - Crosby)                                                                                   | 18-9-1  | 37  | Jarry          | PPG Paints Arena                  | [ fdm 28 ] |
| 29 | 16 mars    | Bruins     | Pittsburgh   | 2-1      | Tanev (Rodrigues - Kapanen) | 18-10-1 | 37  | DeSmith        | PPG Paints Arena                  | [ fdm 29 ] |
| 30 | 18 mars    | Devils     | Newark       | 2-3      | Guentzel (Letang - Kapanen) Rust (Letang - Tanev) | 18-11-1 | 37  | Jarry          | Prudential Center                 | [ fdm 30 ] |
| 31 | 20 mars    | Devils     | Newark       | 3-1      | Aston-Reese (Lafferty - Pettersson) Rust (Guentzel - Crosby) Guentzel (Crosby) | 19-11-1 | 39  | DeSmith        | Prudential Center                 | [ fdm 31 ] |
| 32 | 21 mars    | Devils     | Pittsburgh   | 2-1 (P)  | Crosby (Guentzel - Rust) | 19-11-2 | 40  | Jarry          | PPG Paints Arena                  | [ fdm 32 ] |
| 33 | 24 mars    | Sabres     | Pittsburgh   | 2-5      | Rodrigues (Lafferty - Jankowski) Letang (Crosby - Rust) Marino (McCann - Aston-Reese) Aston-Reese (Gaudreau)                                                                                  | 20-11-2 | 42  | Jarry          | PPG Paints Arena                  | [ fdm 33 ] |
| 34 | 25 mars    | Sabres     | Pittsburgh   | 0-4      | Zohorna (Angello - Gaudreau) McCann (Letang - Crosby) Guentzel (Rust - Crosby) | 21-11-2 | 44  | DeSmith        | PPG Paints Arena                  | [ fdm 34 ] |
| 35 | 27 mars    | Islanders  | Pittsburgh   | 3-6      | Gaudreau (Lafferty - Sceviour) Rodrigues (McCann - Ceci) Crosby (Guentzel - Letang) Rust (Crosby - McCann) Rust (Letang - Guentzel) Rust                                                      | 22-11-2 | 46  | Jarry          | PPG Paints Arena                  | [ fdm 35 ] |
| 36 | 29 mars    | Islanders  | Pittsburgh   | 1-2      | Angello (Marino - Matheson) McCann (Marino - Matheson) | 23-11-2 | 48  | Jarry          | PPG Paints Arena                  | [ fdm 36 ] |
| 37 | 01 avril   | Bruins     | Boston       | 4-1      | Aston-Reese (Tanev - Gaudreau) Matheson (Angello - Ceci) Zucker (Rodrigues - Pettersson) Guentzel (Letang - Crosby)                                                                           | 24-11-2 | 50  | DeSmith        | TD Garden                         | [ fdm 37 ] |
| 38 | 03 avril   | Bruins     | Boston       | 5-7      | Jankowski (Matheson) Guentzel (Crosby - Dumoulin) McCann (Guentzel - Crosby) Ceci (Jankowski - Lafferty) Crosby (Guentzel)                                                                    | 24-11-2 | 50  | DeSmith        | TD Garden                         | [ fdm 38 ] |
| 39 | 06 avril   | Rangers    | New York     | 4-8      | McCann (Letang - Crosby) Matheson (Sceviour - Jankowski) Guentzel (Matheson - Letang) Dumoulin (Zohorna - Jankowski)                                                                          | 24-12-2 | 50  | DeSmith        | Madison Square Garden             | [ fdm 39 ] |
| 40 | 08 avril   | Rangers    | New York     | 5-2      | Zohorna (Pettersson - Letang) Letang (Guentzel - Dumoulin) Rodrigues (Zohorna - Zucker) Zucker (Rodrigues - Ceci) Jankowski (Aston-Reese)                                                     | 25-13-2 | 52  | Jarry          | Madison Square Garden             | [ fdm 40 ] |
| 41 | 09 avril   | Devils     | Newark       | 6-4      | McCann (Crosby - Rust) Dumoulin (Ceci - Lafferty) Sceviour (Letang - Jankowski) Rust (McCann - Crosby) Crosby (Guentzel - Marino) Rust (Guentzel - Letang)                                    | 26-13-2 | 54  | DeSmith        | Prudential Center                 | [ fdm 41 ] |
| 42 | 11 avril   | Devils     | Newark       | 5-2      | Sceviour (Blueger - Pettersson) Sceviour (Matheson - Ceci) Guentzel (Rust - Dumoulin) Guentzel (Rust - McCann) Guentzel (Crosby - Matheson)                                                   | 27-13-2 | 56  | Jarry          | Prudential Center                 | [ fdm 42 ] |
| 43 | 15 avril   | Flyers     | Pittsburgh   | 2-1 (TF) | Crosby (Letang - Dumoulin) · TF : Guentzel - Crosby - Letang | 27-13-3 | 57  | Jarry          | PPG Paints Arena                  | [ fdm 43 ] |
| 44 | 17 avril   | Sabres     | Buffalo      | 3-2      | McCann (Matheson - Ceci) Rodrigues (Blueger) Rust (Crosby - Guentzel) | 28-13-3 | 59  | Jarry          | KeyBank Center                    | [ fdm 44 ] |
| 45 | 18 avril   | Sabres     | Buffalo      | 2-4      | Zucker (Carter - McCann) Blueger (Rodrigues - Ceci) | 28-14-3 | 59  | DeSmith        | KeyBank Center                    | [ fdm 45 ] |
| 46 | 20 avril   | Devils     | Pittsburgh   | 6-7      | Matheson (Ceci - McCann) Rust (Crosby - Guentzel) Dumoulin (Jarry) Carter (McCann - Letang) Blueger (Rodrigues - Aston-Reese) Rodrigues (Zucker - Marino) Crosby (Guentzel - Rust)            | 29-14-3 | 61  | Jarry          | PPG Paints Arena                  | [ fdm 46 ] |
| 47 | 22 avril   | Devils     | Pittsburgh   | 1-5      | Crosby (Rust - Letang) Ceci (Dumoulin - Kapanen) Rust (Guentzel - Crosby) Kapanen (Blueger - Aston-Reese) Blueger (Letang - Marino)                                                           | 30-14-3 | 63  | Jarry          | PPG Paints Arena                  | [ fdm 47 ] |
| 48 | 24 avril   | Devils     | Pittsburgh   | 2-4      | Carter (Zucker - Matheson) McCann (Guentzel - Letang) Rust (Guentzel - Ceci) Crosby | 31-14-3 | 65  | DeSmith        | PPG Paints Arena                  | [ fdm 48 ] |
| 49 | 25 avril   | Bruins     | Pittsburgh   | 0-1      | Guentzel (Crosby - Dumoulin) | 32-14-3 | 67  | Jarry          | PPG Paints Arena                  | [ fdm 49 ] |
| 50 | 27 avril   | Bruins     | Pittsburgh   | 3-1      | Carter (Letang - Kapanen) | 32-15-3 | 67  | Jarry          | PPG Paints Arena                  | [ fdm 50 ] |
| 51 | 29 avril   | Capitals   | Washington   | 5-4 (P)  | Kapanen Gaudreau (Zucker - Sceviour) Aston-Reese (Sceviour) Kapanen (McCann - Carter) Guentzel (Marino - McCann)                                                                              | 33-15-3 | 69  | Jarry          | Capital One Arena                 | [ fdm 51 ] |
| 52 | 01 mai     | Capitals   | Washington   | 3-0      | Rust Carter (Letang) | 34-15-3 | 71  | Jarry          | Capital One Arena                 | [ fdm 52 ] |
| 53 | 03 mai     | Flyers     | Philadelphie | 2-7      | Crosby (Letang - Malkin) Zucker (Marino - Kapanen) | 34-16-3 | 71  | DeSmith        | Wells Fargo Center                | [ fdm 53 ] |
| 54 | 04 mai     | Flyers     | Philadelphie | 7-3      | Pettersson (McCann - Gaudreau) Guentzel (Letang - Malkin) Crosby (Pettersson) Zucker (Malkin - Kapanen) Crosby - Rust - Guentzel) Friedman (Blueger - Aston-Reese) Marino (Crosby - Guentzel) | 35-16-3 | 73  | Jarry          | Wells Fargo Center                | [ fdm 54 ] |
| 55 | 06 mai     | Sabres     | Pittsburgh   | 4-8      | Carter (McCann - Gaudreau) Carter (Zucker - Kappanen) Carter (Pettersson - Gaudreau) Dumoulin (Letang - Crosby) McCann (Gaudreau) Carter Crosby (Letang - Guentzel) Kapanen (malkin - Zucker) | 36-16-3 | 75  | Jarry          | PPG Paints Arena                  | [ fdm 55 ] |
| 56 | 08 mai     | Sabres     | Pittsburgh   | 0-1      | Carter (Gaudreau) | 37-16-3 | 77  | Lagacé         | PPG Paints Arena                  | [ fdm 56 ] |

### Classement de l'équipe
L'équipe des Penguins finit à la première place de la division Est Mutual et se qualifient pour les Séries éliminatoires, ils sont donc sacrés champions de la division. Au niveau de la Ligue nationale de hockey, cela les place à la cinquième place, les premiers étant l'Avalanche du Colorado avec huitante-deux points.
| Clt   | Équipe                 | PJ | V  | D  | DP | BP  | BC  | Pts |
| ----- | ---------------------- | -- | -- | -- | -- | --- | --- | --- |
| +001, | Penguins de Pittsburgh | 56 | 37 | 16 | 3  | 196 | 156 | 77  |
| +002, | Capitals de Washington | 56 | 36 | 15 | 5  | 191 | 163 | 77  |
| +003, | Bruins de Boston       | 56 | 33 | 16 | 7  | 168 | 136 | 73  |
| +004, | Islanders de New York  | 56 | 32 | 17 | 7  | 156 | 128 | 71  |
| +005, | Rangers de New York    | 56 | 27 | 23 | 6  | 177 | 157 | 60  |
| +006, | Flyers de Philadelphie | 56 | 25 | 23 | 8  | 163 | 201 | 58  |
| +007, | Devils du New Jersey   | 56 | 19 | 30 | 7  | 145 | 194 | 45  |
| +008, | Sabres de Buffalo      | 56 | 15 | 34 | 7  | 138 | 199 | 37  |

- Vainqueur de division
- Équipe qualifiée pour les séries

Avec cent-nonante-six buts inscrits, les Penguins possèdent la deuxième attaque de la ligue, les meilleures étant l'Avalanche du Colorado avec cent-nonante-sept buts comptabilisés et les moins performants étant les Ducks d'Anaheim avec cent-vingt-six buts. Au niveau défensif, les Penguins accordent cent-cinquante-six buts, soit une treizième place pour la ligue, les Golden Knights de Vegas est l'équipe qui a concédé le moins de buts (cent-vingt-quatre) alors qu'au contraire, les Flyers de Philadelphie en accordent deux-cent-un buts.

### Meneurs de la saison
Sidney Crosby est le joueur des Penguins qui a inscrit le plus de buts (vingt-quatre), le classant à la 14e position au niveau de la ligue. Ce classement est remporté par Auston Matthews des Maple Leafs de Toronto avec quarante et une réalisations.
Le joueur comptabilisant le plus d'aides chez les Penguins est Sidney Crosby avec trente-huit, ce qui le classe au 14e rang au niveau de la ligue. le meilleur étant Connor McDavid des Oilers d'Edmonton avec septante et une passes comptabilisées.
Sidney Crosby, obtenant un total de soixante-deux points est le joueur des Penguins le mieux placé au classement par point, terminant à la 10e place au niveau de la ligue. Connor McDavid en comptabilise cent-quatre pour remporter ce classement.
Au niveau des défenseurs, Kris Letang est le défenseur le plus prolifique de la saison avec un total de quarante-cinq points, terminant à la 3e place au niveau de la ligue. Tyson Barrie des Oilers d'Edmonton est le défenseur comptabilisant le plus de points avec un total de quarante-huit.
Concernant les Gardien, Tristan Jarry accorde cent buts en deux-mille-cent-huitante-six minutes, pour un pourcentage d’arrêt de nonante, neuf et Casey DeSmith accorde quarante-huit buts en mille-cent-trente-deux minutes, pour un pourcentage d'arrêt de nonante et un, deux. Jack Campbell est le gardien ayant accordé le moins de buts (quarante-trois) et Connor Hellebuyck le plus (cent-douze), Hellebuyck est également le gardien disputant le plus de minutes de jeu (deux-mille-six-cent-deux), Alexander Nedeljkovic est le gardien présentant le meilleur taux d’arrêts avec (nonante-trois, deux) et Carter Hart le pire (huitante-sept, sept.
À propos des recrues, Pierre-Olivier Joseph comptabilise cinq points, finissant à la 68e place au niveau de la ligue. Kirill Kaprizov du Wild du Minnesota est la recrue la plus prolifique avec un total de cinquante et un point.
Enfin, au niveau des pénalités, les Penguins ont totalisé trois-cent-nonante-cinq minutes de pénalité dont trente-deux minutes pour Kris Letang, ils sont la dix-septième équipe la plus pénalisée de la saison. Le joueur le plus pénalisé de la ligue est Tom Wilson des Capitals de Washington avec nonante-six minutes et l'équipe la plus pénalisée est le Lightning de Tampa Bay.

## Séries éliminatoires

### Déroulement des séries

#### Premier tour contre les Islanders
Les Penguins finissent la saison régulière avec 77 points le même total de points que les Capitals de Washington et également le même nombre de victoires au cours du temps de jeu réglementaire. Pour départager les équipes, les victoires, temps réglementaire et prolongation inclus, mais sans compter les victoires lors de la séance des tirs de fusillade ; Pittsburgh en comptant une de plus que Washington, ce sont les Penguins qui sont classés premiers de la division Est. Ils sont donc opposés à la quatrième équipe de la division Est, les Islanders de New York qui ont totalisé 71 points. La dernière fois que les deux équipes se sont rencontrées en séries, en 2019, les Islanders se sont imposés avec quatre victoires en autant de matchs. Au cours de cette saison, par contre, ce sont les Penguins qui ont dominé les Islanders avec six victoires en huit matchs.
Le premier match de la série, joué dans la patinoire des Penguins, le PPG Paints Arena, se solde par la victoire des Islanders après un peu plus de 76 minutes de jeu. En effet, les Islanders ouvrent le score à la huitième minute de jeu par Kyle Palmieri. Les locaux répliquent quatre minutes plus tard puis prennent les devants au début du deuxième tiers-temps par leur capitaine Sidney Crosby qui inscrit son 190e point en séries de la LNH. Il rejoint alors Brett Hull au septième rang de l’histoire de la ligue. La deuxième période se termine avec cette marque de 2-1 pour les Penguins mais Jean-Gabriel Pageau, sur un mauvais changement des lignes de Pittsburgh, permet aux Islanders de revenir à égalité en début de troisième tiers-temps. L'égalité demeure pendant la majorité de la période avec des arrêts des deux côtés de la patinoire par Tristan Jarry pour les locaux et Ilia Sorokine pour les visiteurs, qui joue son premier match en séries éliminatoires. À 5 minutes de la fin et à 30 secondes d'écart, chaque équipe inscrit un nouveau but et le temps réglementaire se finit sur le score de 3 buts partout. Palmieri donne la victoire aux Islanders après plus de 16 minutes de prolongation. Deux jours plus tard, les équipes se retrouvent pour le deuxième match et dès la troisième minute de la partie, Bryan Rust profite d'une mauvaise passe du défenseur Ryan Pulock vers Adam Pelech pour récupérer le palet dans l'axe puis tromper Semion Varlamov d'un lancer dans la lucarne. Les Penguins doublent la mise 10 minutes plus tard par Jeff Carter qui a rejoint l'équipe à la date limite des échanges. Un peu après la moitié de la rencontre, Josh Bailey permet aux Islanders de revenir dans la partie mais les joueurs de Pittsburgh parviennent à conserver l'avantage et remportent cette rencontre 2 à 1.
La suite de la série a lieu sur la glace des Islanders dans l'amphithéatre du Nassau Coliseum mais ce sont les visiteurs qui ouvrent le score dès la deuxième minute de jeu par un lancer de la ligne bleu de Kristopher Letang. Varlamov et Jarry arrêtent tous les lancers des deux équipes pendant cette période et il faut attendre un peu plus de la moitié de la rencontre pour voir un autre défenseur marquer un but ; c'est cette fois Scott Mayfield des Islanders qui permet aux siens de revenir au score. Quelques minutes plus tard, Carter puis Zucker permettent aux Penguins de mener 3 à 1 à la fin du deuxième tiers-temps. Les locaux reviennent dans le match avec un but à la 43e minute de Cal Clutterbuck. Deux minutes plus tard, une bagarre générale éclate sur la glace entre les 10 joueurs de champs présents et ils sont tous pénalisés. Avant de partir en pénalité, Jake Guentzel reçoit une deuxième pénalité pour un coup de crosse contre Palmieri ce qui laisse un avantage numérique aux Islanders. Ces derniers en profitent en concrétisant leur jeu de puissance en une vingtaine de secondes par Anthony Beauvillier. Deux minutes plus tard c'est au tour des Penguins de profiter d'une supériorité numérique avec un nouveau but de Carter. Clutterbuck trompe une deuxième fois Jarry pour remettre les deux équipes à égalité à la 54e minute mais ce sont finalement les Penguins qui s'imposent grâce à un dernier but inscrit par un joueur du dernier trio, Brandon Tanev. Pour la quatrième date de la série, Sorokine est de retour devant les filets des Islanders et il faut attendre la 57e minute du match pour le voir laisser passer derrière lui le premier et unique but des Penguins de la rencontre. Il arrête ainsi 29 des lancers qu'il reçoit alors que, pendant ce temps, les joueurs des Islanders ont développé un jeu propre et posé, avec seulement deux pénalités au cours de la rencontre, et ont battu à quatre reprises Jarry dont deux buts en supériorité numérique. À la fin du temps réglementaire, les Islanders s'imposent 4 buts à 1 et, virtuellement, une nouvelle série débute pour les deux équipes, une série au meilleur des trois rencontres.
| 16 mai 2021 | Pittsburgh | 3-4 (pr) (1-1, 1-0, 1-2, 0-1) | New York | PPG Paints Arena 4 672 spectateurs |

| Feuille de match | Feuille de match                                                                                                  | Feuille de match            | Feuille de match | Feuille de match                                                                |
| ---------------- | --- | --------------------------- | --- | ------------------------------------------------------------------------------- |
|                  | Gaudreau (Rodrigues) — 11 min 10 s Crosby (Dumoulin, Guentzel) — 23 min 47 s Kapanen (Carter, Ceci) — 56 min 21 s | 0-1 1-1 2-1 2-2 2-3 3-3 3-4 | Palmieri (Pageau, Dobson) — 7 min 58 s Pageau (Mayfield) — 43 min 33 s Nelson (Beauvillier, Pulock) — 55 min 50 s Palmieri (Pageau, Wahlstrom) — 76 min 30 s | Arbitrage : Brian Pochmara et Steve Kozari Matt MacPherson et Brandon Gawryletz |
| Jarry            | Gardiens | Sorokine                    | | Arbitrage : Brian Pochmara et Steve Kozari Matt MacPherson et Brandon Gawryletz |
| 4 min            | Pénalités | 6 min                       | | Arbitrage : Brian Pochmara et Steve Kozari Matt MacPherson et Brandon Gawryletz |
| 42               | Tirs | 41                          | | Arbitrage : Brian Pochmara et Steve Kozari Matt MacPherson et Brandon Gawryletz |

| 18 mai 2021 | Pittsburgh | 2-1 (2-0, 0-1, 0-0) | New York | PPG Paints Arena 9 344 spectateurs |

| Feuille de match | Feuille de match                                        | Feuille de match | Feuille de match                        | Feuille de match                                                      |
| ---------------- | ------------------------------------------------------- | ---------------- | --------------------------------------- | --------------------------------------------------------------------- |
|                  | Rust — 3 min 22 s Carter (McCann, Kapanen) — 13 min 7 s | 1-0 2-0 2-1      | Bailey (Nelson, Mayfield) — 34 min 44 s | Arbitrage : TJ Luxmore, Gord Dwyer Matt MacPherson, Brandon Gawryletz |
| Jarry            | Gardiens                                                | Varlamov         |                                         | Arbitrage : TJ Luxmore, Gord Dwyer Matt MacPherson, Brandon Gawryletz |
| 6 min            | Pénalités                                               | 8 min            |                                         | Arbitrage : TJ Luxmore, Gord Dwyer Matt MacPherson, Brandon Gawryletz |
| 45               | Tirs                                                    | 38               |                                         | Arbitrage : TJ Luxmore, Gord Dwyer Matt MacPherson, Brandon Gawryletz |

| 20 mai 2021 | New York | 4-5 (0-1, 1-2, 3-2) | Pittsburgh | Nassau Coliseum 6 800 spectateurs |

| Feuille de match | Feuille de match | Feuille de match                    | Feuille de match | Feuille de match                                                     |
| ---------------- | --- | ----------------------------------- | --- | -------------------------------------------------------------------- |
|                  | Mayfield (Barzal, Eberle) — 31 min 3 s Clutterbuck (Cizikas, Mayfield) — 43 min 46 s Beauvillier (Barzal, Dobson) — 45 min 54 s (SN) Clutterbuck (Mayfield) — 54 min 17 s | 0-1 1-1 1-2 1-3 2-3 3-3 3-4 4-4 4-5 | Letang — 2 min 1 s Carter (Gaudreau, Pettersson) — 33 min 33 s Zucker (Malkine, Letang) — 38 min 3 s Carter (Malkine) — 47 min (SN) Tanev (Letang, Aston-Reese) — 56 min 24 s | Arbitrage : Garrett Rank, Kelly Sutherland Jonny Murray, Bevan Mills |
| Varlamov         | Gardiens | Jarry                               | | Arbitrage : Garrett Rank, Kelly Sutherland Jonny Murray, Bevan Mills |
| 16 min           | Pénalités | 20 min                              | | Arbitrage : Garrett Rank, Kelly Sutherland Jonny Murray, Bevan Mills |
| 30               | Tirs | 27                                  | | Arbitrage : Garrett Rank, Kelly Sutherland Jonny Murray, Bevan Mills |

| 22 mai 2021 | New York | 4-1 (0-0, 2-0, 2-1) | Pittsburgh | Nassau Coliseum 6 800 spectateurs |

| Feuille de match | Feuille de match | Feuille de match    | Feuille de match                                    | Feuille de match                                                   |
| ---------------- | --- | ------------------- | --------------------------------------------------- | ------------------------------------------------------------------ |
|                  | Bailey (Nelson, Beauvillier) — 28 min 7 s Pulock (Wahlstrom, Leddy) — 34 min 51 s Wahlstrom — 46 min 4 s (SN) Eberle (Barzal, Pageau) — 46 min 28 s (SN) | 1-0 2-0 3-0 4-0 4-1 | Aston-Reese (Dumoulin, Gaudreau) — 57 min 25 s (IN) | Arbitrage : Steve Kozari, Brian Pochmara Jonny Murray, Bevan Mills |
| Sorokine         | Gardiens | Jarry               |                                                     | Arbitrage : Steve Kozari, Brian Pochmara Jonny Murray, Bevan Mills |
| 4 min            | Pénalités | 12 min              |                                                     | Arbitrage : Steve Kozari, Brian Pochmara Jonny Murray, Bevan Mills |
| 26               | Tirs | 30                  |                                                     | Arbitrage : Steve Kozari, Brian Pochmara Jonny Murray, Bevan Mills |

| 24 mai 2021 | Pittsburgh | 2-3 (2 pr) (1-1, 1-0, 0-1, 0-0, 0-1) | New York | PPG Paints Arena 9 344 spectateurs |

| Feuille de match | Feuille de match                                                             | Feuille de match    | Feuille de match                                                                                     | Feuille de match                                                       |
| ---------------- | ---------------------------------------------------------------------------- | ------------------- | --- | ---------------------------------------------------------------------- |
|                  | Malkine (Letang, Rust) — 8 min 20 s (SN) Rust (Crosby, Letang) — 27 min 37 s | 1-0 1-1 2-1 2-2 2-3 | Beauvillier (Bailey, Leddy) — 19 min 5 s Eberle (Komarov, Pegeau) — 48 min 50 s Bailey — 80 min 51 s | Arbitrage : Dan O'Rourke et Kyle Rehman Ryan Gibbons et Libor Suchanek |
| Jarry            | Gardiens                                                                     | Sorokine            | | Arbitrage : Dan O'Rourke et Kyle Rehman Ryan Gibbons et Libor Suchanek |
| 4 min            | Pénalités                                                                    | 4 min               | | Arbitrage : Dan O'Rourke et Kyle Rehman Ryan Gibbons et Libor Suchanek |
| 50               | Tirs                                                                         | 28                  | | Arbitrage : Dan O'Rourke et Kyle Rehman Ryan Gibbons et Libor Suchanek |

| 26 mai 2021 | New York | 5-3 (2-2, 3-1, 0-0) | Pittsburgh | Nassau Coliseum 9 000 spectateurs |

| Feuille de match | Feuille de match | Feuille de match                | Feuille de match | Feuille de match                                                   |
| ---------------- | --- | ------------------------------- | --- | ------------------------------------------------------------------ |
|                  | Beauvillier (Nelson, Bailey) — 5 min 16 s Palmieri (Pageau) — 12 min 25 s Nelson (Bailey, Beauvillier) — 28 min 35 s Pulock (Pageau, Zajac) — 28 min 48 s Nelson (Beauvillier) — 31 min 34 s | 0-1 1-1 1-2 2-2 2-3 3-3 4-3 5-3 | Carter (Kapanen, Zucker) — 1 min 27 s Guentzel (Letang, Malkine) — 11 min 12 s (SN) Zucker (Ceci, Malkine) — 21 min 53 s | Arbitrage : Francois StLaurent, Chris Lee Devin Berg, Vaughan Rody |
| Sorokine         | Gardiens | Jarry                           | | Arbitrage : Francois StLaurent, Chris Lee Devin Berg, Vaughan Rody |
| 4 min            | Pénalités | 4 min                           | | Arbitrage : Francois StLaurent, Chris Lee Devin Berg, Vaughan Rody |
| 24               | Tirs | 37                              | | Arbitrage : Francois StLaurent, Chris Lee Devin Berg, Vaughan Rody |

- Cet article est partiellement ou en totalité issu de l'article intitulé « Séries éliminatoires de la Coupe Stanley 2021 » (voir la liste des auteurs).

### Statistiques des joueurs
| No | Nationalité | Joueur        | PJ | V | D | Min | BC | BL | Moy  | %Arr | A | Pun |
| -- | ----------- | ------------- | -- | - | - | --- | -- | -- | ---- | ---- | - | --- |
| 35 | Canada      | Tristan Jarry | 6  | 2 | 4 | 397 | 21 | 0  | 3,18 | 88,8 | 0 | 0   |

| No | Nationalité | Joueur            | PJ | B | A | Pts | Pun |
| -- | ----------- | ----------------- | -- | - | - | --- | --- |
| 4  | Canada      | Cody Ceci         | 6  | 0 | 2 | 2   | 0   |
| 5  | Canada      | Mike Matheson     | 6  | 0 | 0 | 0   | 0   |
| 6  | États-Unis  | John Marino       | 6  | 0 | 0 | 0   | 6   |
| 8  | États-Unis  | Brian Dumoulin    | 6  | 0 | 2 | 2   | 2   |
| 28 | Suède       | Marcus Pettersson | 6  | 0 | 1 | 1   | 0   |
| 58 | Canada      | Kristopher Letang | 6  | 1 | 5 | 6   | 6   |

| No | Nationalité | Joueur              | Poste | PJ | B | A | Pts | Pun |
| -- | ----------- | ------------------- | ----- | -- | - | - | --- | --- |
| 9  | Canada      | Evan Rodrigues      | C     | 2  | 0 | 1 | 1   | 0   |
| 11 | Canada      | Frédérick Gaudreau  | C     | 6  | 1 | 2 | 3   | 2   |
| 12 | États-Unis  | Zachary Aston-Reese | C     | 6  | 1 | 1 | 2   | 2   |
| 13 | Canada      | Brandon Tanev       | AG    | 6  | 1 | 0 | 1   | 0   |
| 16 | États-Unis  | Jason Zucker        | AG    | 6  | 2 | 1 | 3   | 2   |
| 17 | États-Unis  | Bryan Rust          | AD    | 6  | 2 | 1 | 3   | 4   |
| 19 | Canada      | Jared McCann        | C     | 6  | 0 | 1 | 1   | 2   |
| 42 | Finlande    | Kasperi Kapanen     | AD    | 6  | 1 | 2 | 3   | 0   |
| 53 | Lettonie    | Teodors Bļugers     | C     | 6  | 0 | 0 | 0   | 2   |
| 59 | États-Unis  | Jake Guentzel       | AG    | 6  | 1 | 1 | 2   | 6   |
| 71 | Russie      | Ievgueni Malkine    | C     | 4  | 1 | 4 | 5   | 8   |
| 77 | Canada      | Jeffrey Carter      | C     | 6  | 4 | 1 | 5   | 4   |
| 87 | Canada      | Sidney Crosby       | C     | 6  | 1 | 1 | 2   | 2   |